# 帕斯卡·瓦希魯阿
帕斯卡·瓦希魯阿（1960年11月11日—）是法國前職業足球員，司職翼鋒。他的職業生涯與歐塞爾密切相關。瓦希魯阿代表法國國家隊參加1992年歐洲國家盃。

## 球會生涯
瓦希魯阿出生於法屬波利尼西亞大溪地巴比提。被在島上度假的傳奇球會領隊居伊·魯發現，他於1982年轉會到歐塞爾青年軍，當時他16歲，在九個完整的職業賽季中為球會累積上陣近400場，並於1984年9月25日完成他的法甲處子秀，主場以3-1戰勝比斯特。
在90年代，快速的瓦希魯阿是歐塞爾這支堅實球隊的一員，該球隊的進攻單位還包括謝拉特·巴迪高、克里斯托夫·科卡德和科倫丁·馬丁斯。他們打入1992–93年歐洲足協盃準決賽，但在12碼決戰負於德甲球會多蒙特。瓦希魯阿在1995年離開球隊——正是在這一年他們將繼續取得歷史性的雙冠王——他只獲得1994年的法國盃冠軍。
在接下來的七個賽季中，瓦希魯阿分別代表卡昂馬萊伯、希臘球會艾杜美圖斯和杜亞斯。在希臘和杜亞斯效時後，瓦希魯阿於2002年退役。他在歐塞爾市踢了三年業餘足球，與鄰居歐塞爾育聯盟和歐塞爾預備隊一起踢球，之後他負責該地區的足球發展，其中包括雙方球會的青年隊。

## 國際賽生涯
1990年1月21日，瓦希魯阿在與科威特的友誼賽主場以1:0贏得他為法國國家隊的首戰，並於3月25日為1992年歐洲國家盃做準備的另一場熱身賽中射入他為法國隊的唯一入球，以3-3打和比利時。
瓦希魯阿在最後階段被領隊柏天尼召集，他也是柏天尼的首次領軍，他最終在小組賽階段上陣兩次後出局，瓦希魯阿並且也是在臭名昭著的1994年世界盃外圍賽的法國隊成員，在那裡他們輸掉最後兩場主場比賽而未能晉級決賽週。他是第一個穿上法國球衣的波利尼西亞人，為法國隊上陣22場。

## 個人生活
瓦希魯阿是另一位司職翼鋒的足球運動員恩歷克·華路的堂兄。他由法國另一所著名學院南特培訓成為大溪地國腳。

## 榮譽
歐塞爾
- 法國盃：1993–94
- 甘巴德拉盃（英语：Coupe Gambardella）: 1985
- 法國全國聯賽：1985–86

## 外部鏈接
- AJ Auxerre statistics，存档于（存檔日期 2011-07-27） （法語）
- AJ Auxerre archives，存档于（存檔日期 2004-08-03） （法語）
- Pascal VAHIRUA （页面存档备份，存于）於法國足球總會（法語）
- 法国足球协会上的 帕斯卡·瓦希魯阿 （法文） 存档于webarchive.org.
- 帕斯卡·瓦希魯阿在 National-Football-Teams.com 上的出场纪录